# Module d’Energie Sous-Marine Autonome
Module d'Energie Sous-Marine Autonome (MESMA) — typ systemu energetycznego okrętów podwodnych oparty na wytwarzaniu energii cieplnej poprzez proces spalania mieszanki gazowej złożonej z tlenu i etanolu. Ciekły tlen magazynowany jest w specjalnych zbiornikach w bardzo niskiej temperaturze, za pomocą specjalnych pomp kriogenicznych dostarczany do wyparownika, a następnie odparowany w postaci gazu do komory spalania. W wyniku spalania mieszanki
powstają spaliny używane do podgrzania obiegu wtórnego, a część pary dostarczana jest do skraplacza, gdzie ulega schłodzeniu i pod postacią wody dostarczana jest powtórnie do wymiennika ciepła. Produkt spalania, czyli dwutlenek węgla wydalany jest za burtę. Para wtórnego obiegu poprzez generator pary napędza turbinę do pracy na śrubę, a także alternator do ładowania baterii akumulatorów.
Zasada działania tego układu jest bardzo podobna do zasady funkcjonowania siłowni nuklearnej, jednakże temperatura w obiegu pierwotnym wytwarzana jest w procesie spalania mieszanki tlenu i etanolu, a nie w reakcji jądrowej. Długotrwałość przebywania pod wodą bez konieczności wynurzenia, może przekraczać dwa tygodnie. Prędkość przy wykorzystaniu tego rodzaju napędu jest ograniczona do około 4 węzłów, zaś sprawność systemu wynosi jedynie nieco ponad 20%. Szybsze poruszanie się wymaga przejścia na napęd z użyciem tradycyjnego silnika elektrycznego. W napęd tego rodzaju wyposażony jest pakistański okręt „Hamzaa” typu Agosta 90B (znanego także jako Khalid), wyprodukowany przez francuskie konsorcjum DCNS, a także – jako opcja, w oferowanych przez tę stocznię jednostkach typu Scorpène.